# 日田市営バス
日田市営バス（ひたしえいバス）は、大分県日田市にて運行している自治体バスである。

## 概要
元々中津江村、上津江村がそれぞれ「中津江村営バス」「上津江村営バス」として運行していた路線を、両村を合併した日田市が引き継いだものである。デマンド運行を採用しており、2018年からは全路線で前日までの電話予約が必要である。
- 前日の19:00までに電話予約が必要。
- 運行時間は7:00 - 17:00。ただし、栃原線は日田バス杖立線最終便の乗り継ぎ時刻まで対応。
- 1月1日 - 3日は運休。
- 小国町線は運行時刻が決められており、平日のみ1日2往復運行。利用は日田市民のみ。
- 運行形態は、道路運送法の規定に基づく自家用自動車（白ナンバー車）による有償運送である。

## 沿革
- 1978年4月：上津江村営バス運行開始（日田バス上津江線廃止代替）。栃原発川原線7.4 km、上野田線12.7 km。6往復、27人乗りマイクロバス2台使用[1]。
- 1980年3月31日：日田バス栃原 - 市之瀬間廃止の代替として、中津江村営バス運行開始。1日6回、29人乗りマイクロバス1台使用[2]。
- 2005年3月22日：中津江村、上津江村の日田市への合併に伴い、日田市営バスとなる。
- 2010年4月1日：日田バス松原ダム - 栃原間の廃止に伴い、代替として栃原線運行開始[3]。
- 2017年10月2日：熊本県小国町へ乗り入れる小国町線の運行開始。
- 2018年7月1日：全路線を前日予約制のデマンド運行に移行。

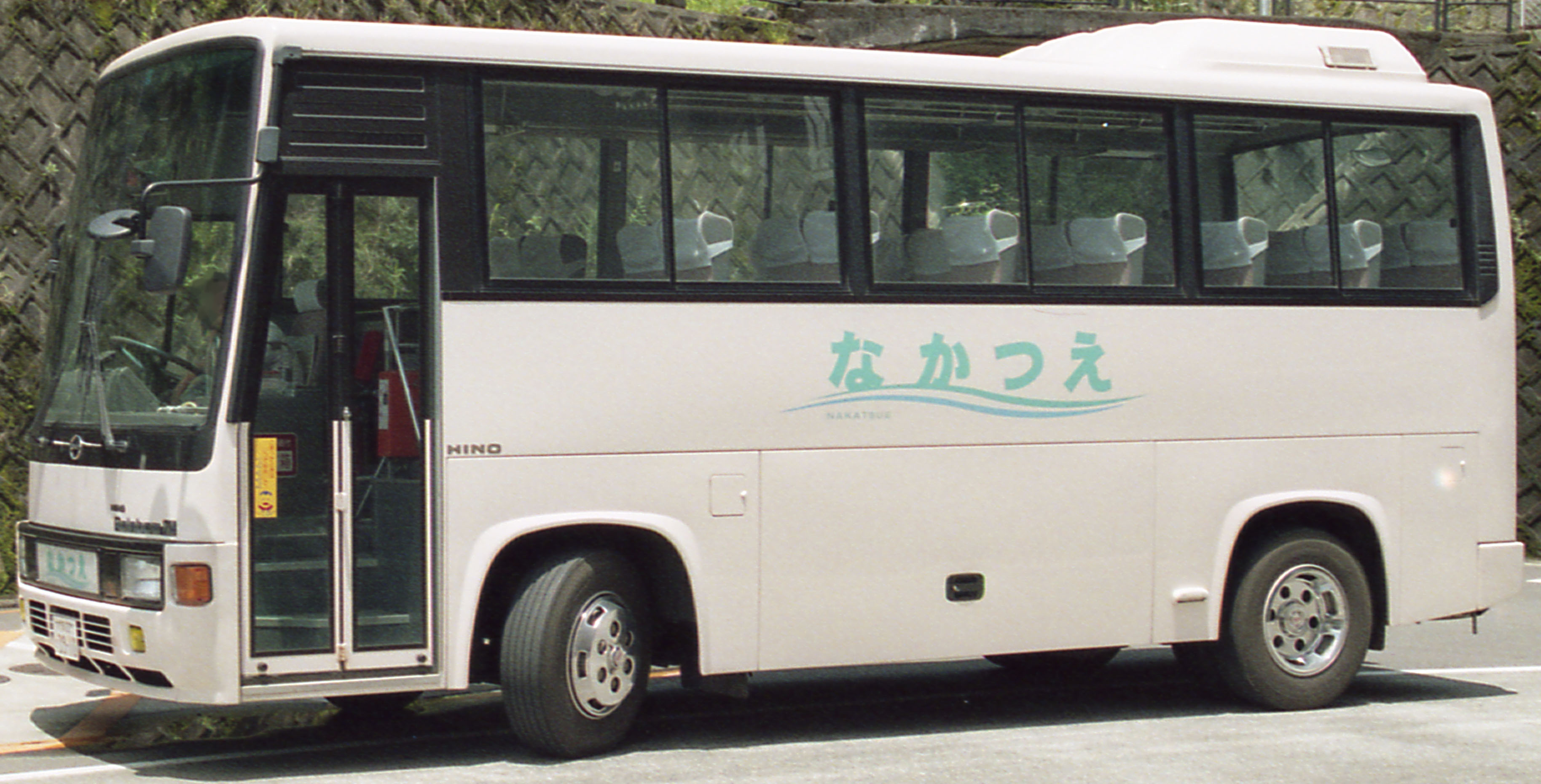
中津江村営バス当時の車両（1998年）
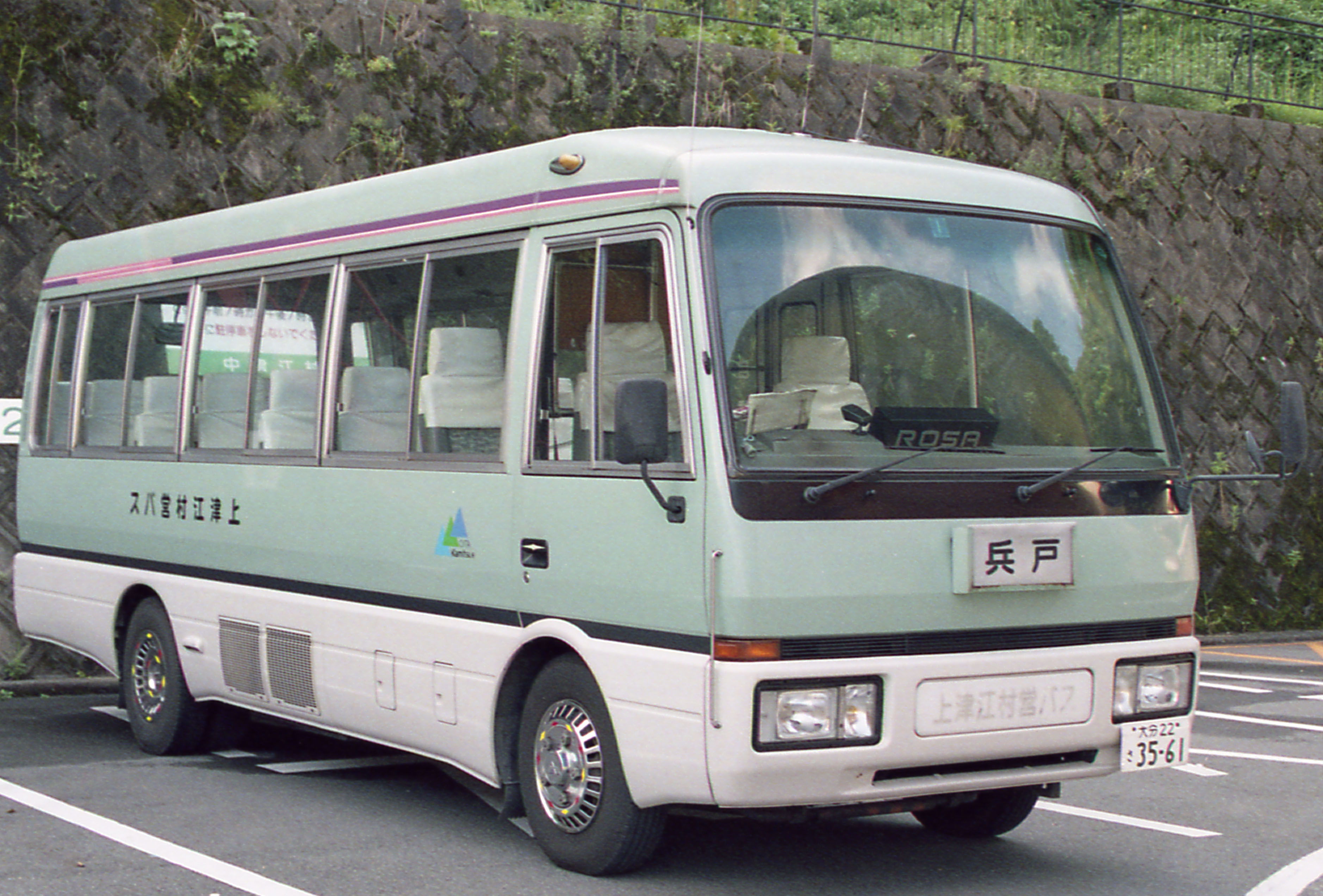
上津江村営バス当時の車両1（1998年）
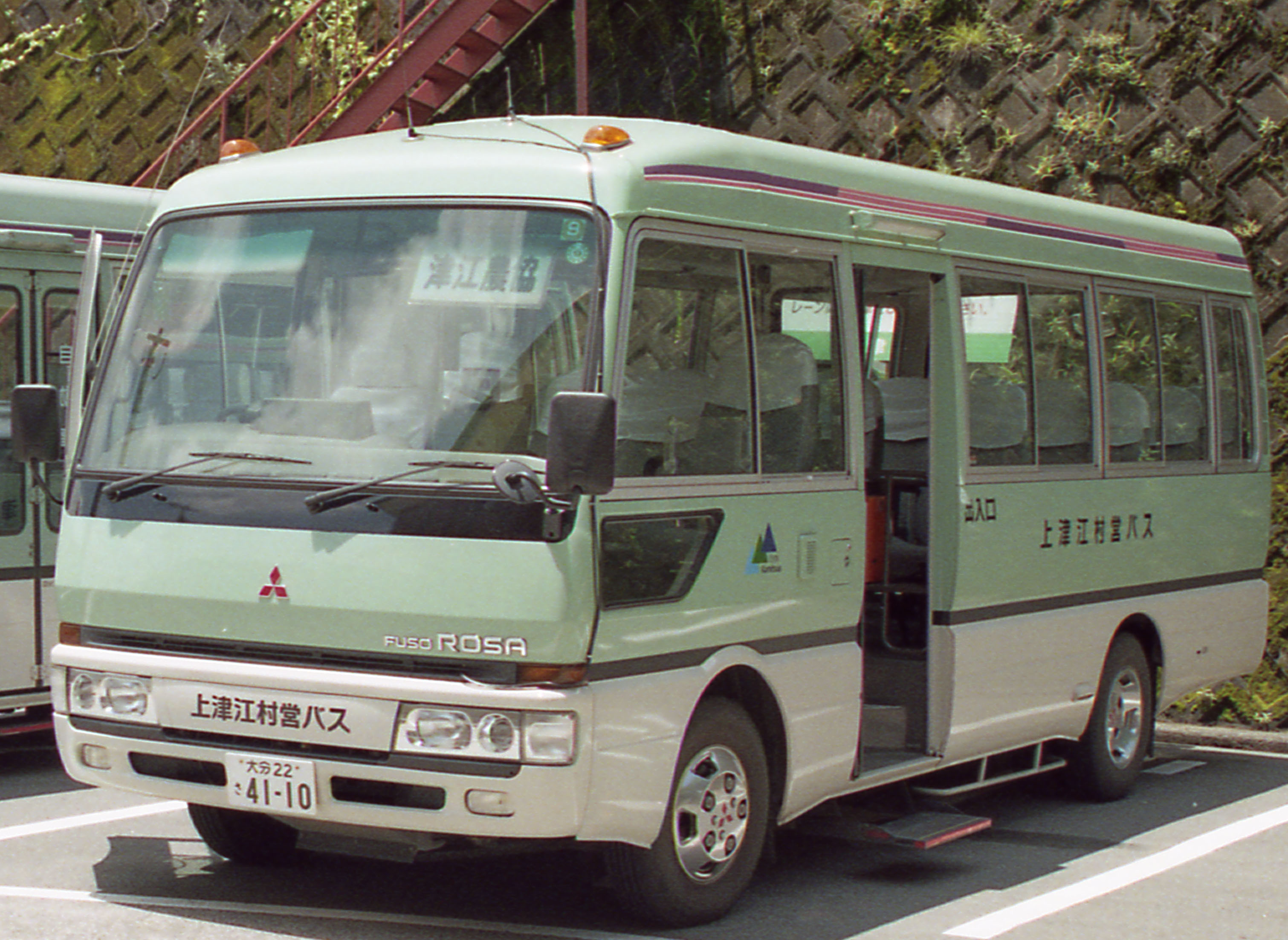
上津江村営バス当時の車両2（1998年）
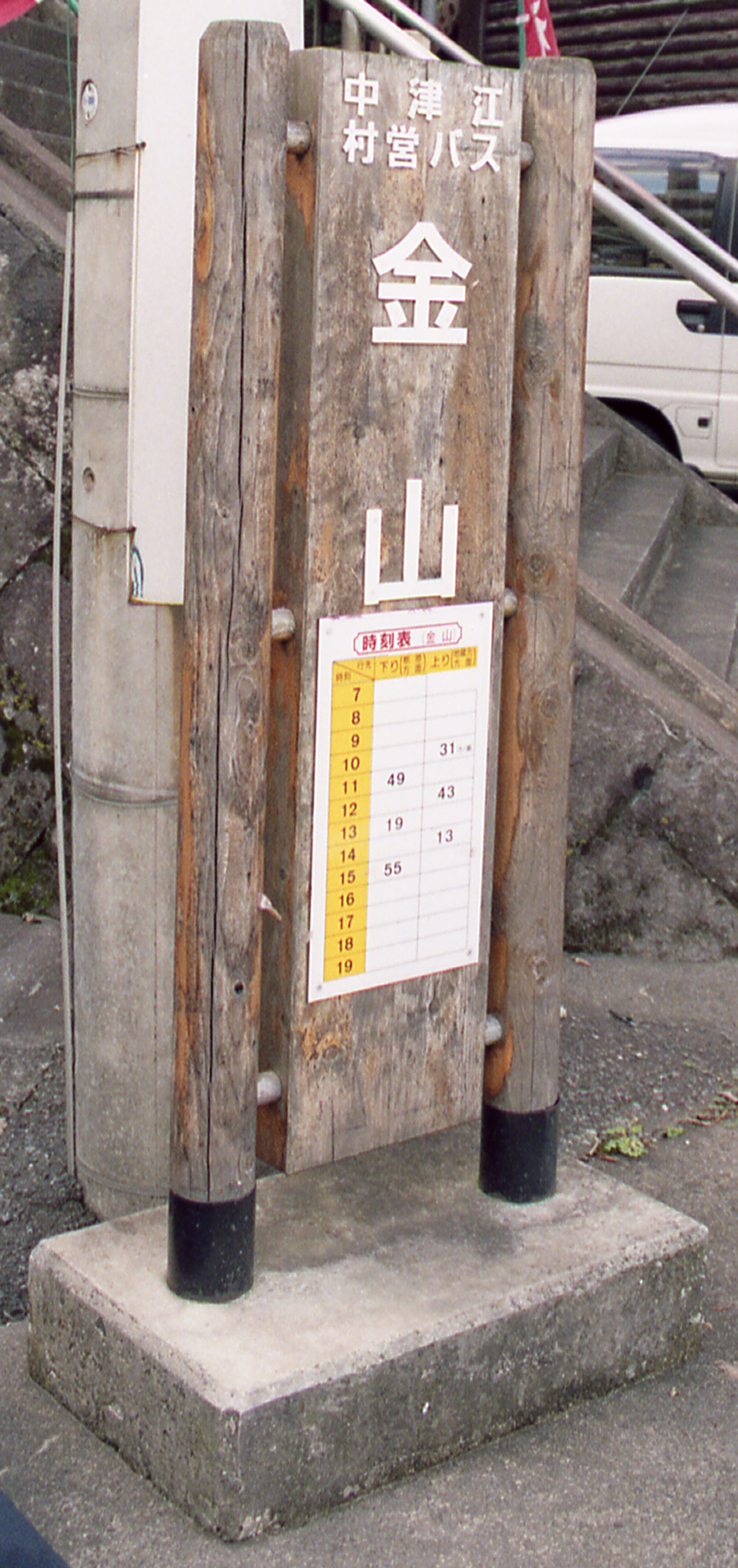
中津江村営バス当時のバス停
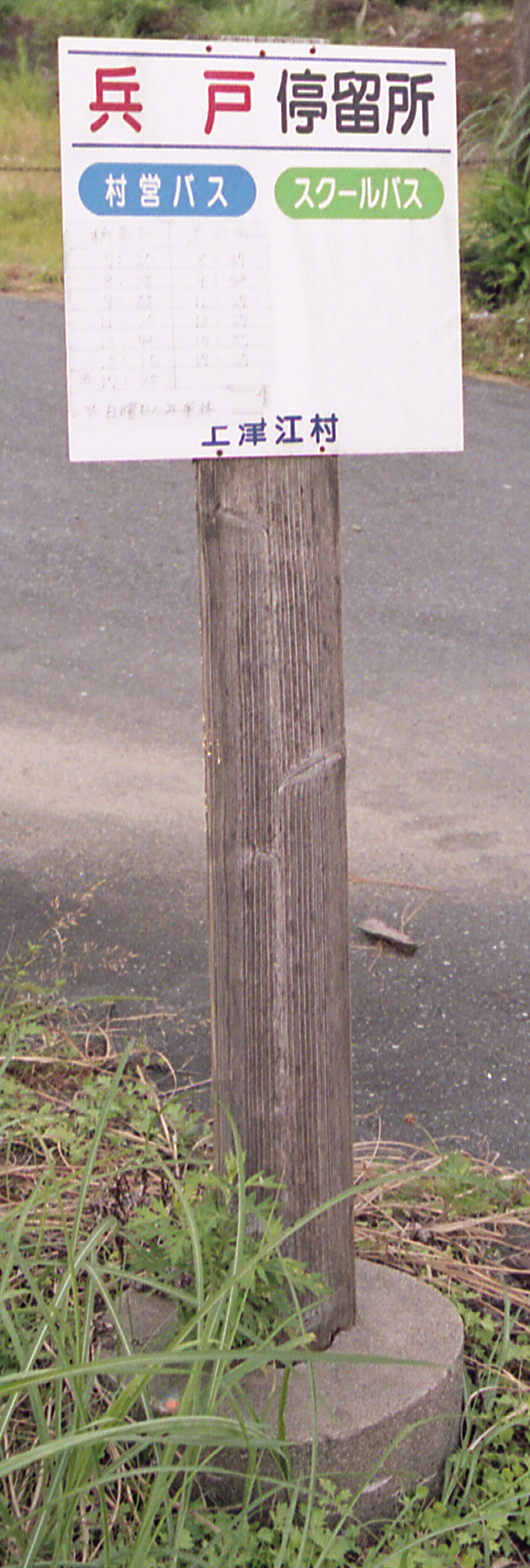
上津江村営バス当時のバス停

## 路線
以下5路線がある。なお、以下はあくまで「指定路線」の経路で、この他に予約により運行する指定路線外（えだ線）区間が多数ある。
栃原線
- 松原 - 下筌ダム - 野田 - 池の山 - 中津江村交流促進センター（栃原）

中津江線
- 中津江村交流促進センター（栃原） - 川辺中津江振興局前 - 鯛生 - 市ノ瀬 - 地蔵元

上野田線
- 中津江村交流促進センター（栃原） - 広川 - 小平 - 畑中 - 南雉谷

川原線
- 中津江村交流促進センター（栃原） - 広川 - 豆生野 - 都留 - 兵戸

小国町線
- 中津江村交流促進センター（栃原） - 池の山 - ゆうステーション - おぐに老人保健施設

## 運賃
- 「指定路線」内については、50円刻みの区間制。ただし小国町線は一律500円。中学生は一般の4/5、小学生は3/5になる。6歳未満の幼児は無料。
- 「指定路線外（えだ道）」区間については、各区間ごとに100円または200円の運賃が定められている。ただし小国町線のみ150円または200円となっている。
  - 「指定路線」と「指定路線外（えだ道）」とを通しで利用した場合は、両方の運賃を合算する。
- 回数券は、一般用が50円券の100枚綴りで4,180円。中学生用、小学生用もそれぞれ40円券、30円券の100枚綴りになっている。
- 定期券は一般、高校生、中学生、小学生に分かれ、それぞれ3ヵ月用、6ヶ月用、12ヶ月用がある。値段は全線同じである。